# Wardynka
Wardynka – rzeka w woj. zachodniopomorskim, w pow. choszczeńskim, przepływająca na terenie gmin Choszczno i Drawno, dopływ Stobnicy o długości 20,25 km. 
Rzeka wypływa z torfowisk na północ od Kiełpina.